# گئورگه دانیلا
گئورگه دانیلا (رومانیایی: Gheorghe Dănilă؛ ۹ آوریل ۱۹۴۹ – ۱ مارس ۲۰۲۱) بازیگر اهل رومانی بود.
وی دانش‌آموختهٔ دانشگاه ملی فیلم و تئاتر کاراجیاله و از شاگردان اکتاویان کوتسکو بود.
از فیلم‌هایی که وی در آن‌ها نقش داشته‌است، می‌توان به عروسی بی سروصدا اشاره نمود.